# Freihandelsabkommen EU-Neuseeland
Das Freihandelsabkommen EU-Neuseeland ist ein Abkommen zwischen der Europäischen Union (EU) und Neuseeland (NZ), auf das man sich nach einer vierjährigen Verhandlungsphase Ende Juni 2022 einigen konnte. Doch bevor das Freihandelsabkommen in Kraft treten kann, musste noch zuvor das Europäische Parlament zustimmen und Neuseeland das Abkommen ratifizieren; der Rat der Europäischen Union hat am 27. Juni 2023 die Unterzeichnung beschlossen. Am 1. Mail 2024 trat das Freihandelsabkommen in Kraft, das den fast vollständigen Abbau von Zöllen vorsieht. Lediglich einige Milcherzeugnisse, Rind- und Schaffleisch, Ethanol und Zuckermais sind zum Schutz der europäischen Landwirtschaft von der Liberalisierung ausgenommen. Zugelassen sind stattdessen dafür nur begrenzte Mengen von zollfreien Einfuhren oder Einfuhren mit niedrigerem Zollsatz aus Neuseeland für diese Produkte vorgesehen.

## Hintergrund
2021 war die EU mit einem Handelsvolumen von fast 7,8 Milliarden Euro im Bereich Waren und Dienstleistungen Neuseelands drittgrößter Handelspartner und Schätzungen zufolge könnte sich das Handelsvolumen nach Inkrafttreten des Vertrages noch um 30 % steigern. Durch die Abschaffung der Zölle könnten Unternehmen rund 140 Millionen Euro jährlich an Kosten sparen und die Investitionen europäischer Unternehmen in Neuseeland können eine Steigerung um mehr als 80 % erfahren, so die Schätzungen. Neuseelands Premierministerin Jacinda Ardern äußerte sich zudem vor der Presse, dass 97 % der Waren, die Neuseeland in die EU exportiere, künftig von Zöllen befreit seien.